# ゼイバーズ
ゼイバーズ(ZABAR'S)は、ニューヨーク、マンハッタンのアッパーウエストエサイド、80番通りとブロードウェイ2245番地の交差点にある老舗のグルメ食材店。近在の人たちのよく知られたランドマークになっている。
創業者ルイ＆リリアンゼイバー夫婦が、ウクライナから移ってきて、1934年創業の家族経営の店。ベーグル、スモークドフィッシュ、オリーブ、チーズの品揃えが良いのはよく知られている。
高級食材の他にキッチン用品も扱っている。
| スタブアイコン | サブスタブ | この項目は、まだ閲覧者の調べものの参照としては役立たない、企業に関連した書きかけの項目です。この項目を加筆・訂正などしてくださる協力者を求めています（PJ:経済）。 |